# Ruvigny
Ruvigny – miejscowość i gmina we Francji, w regionie Grand Est, w departamencie Aube.
Według danych na rok 1990 gminę zamieszkiwało 361 osób, a gęstość zaludnienia wynosiła 87 osób/km².